# 28 juillet en sport
28 juin 28 août
Chronologies thématiques
- Croisades
- Ferroviaires
- Disney

Le 28 juillet (209e jour de l'année ou 210e en cas d'année bissextile) en sport.

## Évènements

### XIXesiècle
- 1865 :
  - (Aviron) : régate universitaire entre Harvard et Yale. Yale s'impose[1].

### XXesièclede1901à1950
- 1935 :
  - (Sport automobile) : Grand Prix automobile d'Allemagne.

### XXesièclede1951à2000
- 1956 :
  - (Sport automobile) : départ de la vingt-quatrième édition des 24 Heures du Mans.
- 1991 :
  - (Baseball) : Dennis Martinez des Expos de Montréal lance à Los Angeles le 13e match parfait de l'histoire des Ligues majeures.
  - (Formule 1) : Grand Prix automobile d'Allemagne.
- 1996 :
  - (Formule 1) : Grand Prix automobile d'Allemagne.

### XXIesiècle
- 2002 :
  - (Formule 1) : Grand Prix automobile d'Allemagne.
- 2007 :
  - (Football) : le Bayern Munich remporte la Coupe de la ligue d'Allemagne en battant en finale Schalke 04 sur le score de 1 - 0 grâce à un but de Klose à la 29e minute.
  - (Football) : l'Olympique lyonnais remporte pour la sixième fois consécutive le Trophée des champions en battant le vainqueur de la Coupe de France, le FC Sochaux, sur le score de 2 buts à 1.
- 2011 :
  - (Natation) : en 1 min 54 s, Ryan Lochte bat le record du monde de natation messieurs du 200 mètres 4 nages, premier RM à tomber depuis l'abandon des combinaisons en polyuréthane
- 2012 :
  - (JO) : 4e jour de compétition aux Jeux olympiques de Londres
- 2013 :
  - (Sport automobile /Formule 1) : le Britannique Lewis Hamilton remporte le Grand Prix de Hongrie, il devance Kimi Räikkönen et Sebastian Vettel.
  - (Football) : l'Allemagne remporte l'Euro 2013 face à la Norvège 1-0.
  - (Cyclisme sur route /Dopage) : l'Allemand Erik Zabel reconnait s'être dopé de 1996 à 2004. Il a utilisé de l'EPO, de la cortisone et les transfusions sanguines.
  - (Natation) : aux Championnats du monde, sur 400 m nage libre : victoire du Chinois Sun Yang et de l'Américaine Katie Ledecky puis sur 4 × 100 m nage libre, victoire des Français Yannick Agnel, Florent Manaudou, Fabien Gilot et Jérémy Stravius et des Américaines Missy Franklin, Natalie Coughlin, Shannon Vreeland et Megan Romano.
- 2015 :
  - (Natation /Championnats du monde) : sur 10 km en eau libre, victoire de la Française Aurélie Muller, au plongeon à 1 m victoire de l'Italienne Tania Cagnotto puis au plongeon à 3 m synchronisé, victoire des Chinois Cao Yuan et Qin Kai.
- 2018 :
  - (Cyclisme sur route /Tour de France) : sur la 20e étape du Tour de France 2018 qui relie Saint-Pée-sur-Nivelle à Espelette, sous la forme d'un contre-la-montre individuel, sur une distance de 31 kilomètres[2], victoire du Néerlandais Tom Dumoulin. Le Britannique Geraint Thomas conserve le maillot jaune.
  - (Water-polo /Euro masculin) : l'équipe de Serbie remporte pour la quatrième fois consécutive, et la cinquième fois de son histoire, le Championnat d'Europe en disposant en finale de l'Espagne sur le score de 12 à 10 après la séance de pénaltys. De son côté, la Croatie obtient la troisième place après sa victoire contre l'Italie (10-8).
- 2019 :
  - (Compétition automobile /Formule 1) : sur le Grand Prix automobile d'Allemagne qui se dispute sur le circuit d'Hockenheimring, victoire au terme de multiples rebondissements du Néerlandais Max Verstappen devant l'Allemand Sebastian Vettel, après être parti dernier, et le Russe Daniil Kvyat qui complète le podium[3].
  - (Cyclisme sur route /Tour de France) : le Colombien Egan Bernal remporte la 106e édition du Tour de France et c'est l'Australien Caleb Ewan qui s'impose sur les Champs-Élysées[4].
- 2021 :
  - (Jeux olympiques d'été /jeux de Tokyo) : 8e jour de compétition des Jeux olympiques.
- 2023 :
  - (Cyclisme sur route /Tour de France Femmes) : sur la 6e étape du Tour de France qui se déroule entre Albi et Blagnac, sur une distance de 122,1 kilomètres[5], victoire de la Danoise Emma Norsgaard Bjerg. La Belge Lotte Kopecky conserve le maillot jaune.
  - (Jeux de la Francophonie /Compétition multisports) : début de la 9e édition des Jeux de la Francophonie qui se tiennent jusqu'au 6 août 2023 à Kinshasa, en République démocratique du Congo.
- 2024 :
  - (Jeux olympiques d'été /jeux de Paris) : 4e jour de compétition des Jeux olympiques. .

## Naissances

### XIXesiècle
- 1866 :
  - Albertson Van Zo Post, escrimeur complet américain et cubain. Champion olympique du bâton individuel et du fleuret par équipes, médaillé d'argent du fleuret individuel puis médaillé de bronze de l'épée individuelle et du sabre individuel aux Jeux de Saint-Louis 1904. († 23 janvier 1933).
- 1893 :
  - Alfred Eluère, joueur de rugby à XV puis dirigeant sportif français. Médaillé d'argent aux Jeux d'Anvers 1920. (1 sélection en équipe de France). Président de la FFR de 1943 à 1952. († 12 mars 1985).
- 1899 :
  - Philippe Bonnardel, footballeur français. (23 sélections en équipe de France). († 17 février 1953).
  - Frans De Haes, haltérophile belge.Champion olympique des -60kg aux Jeux d'Anvers 1920. († 4 novembre 1923).

### XXesièclede1901à1950
- 1914 :
  - Woody Strode, joueur de foot U.S. américain. († 31 décembre 1994).
- 1922 :
  - Jacques Pollet, pilote de rallyes automobile et d'endurance français. († 16 août 1997).
- 1924 :
  - Luigi Musso, pilote de F1 et d'endurance italien. (1 victoire en Grand prix). († 6 juillet 1958).
- 1925 :
  - Juan Alberto Schiaffino, footballeur puis entraîneur uruguayen et ensuite italien. Champion du monde de football 1950. Vainqueur de la Coupe des villes de foires 1961. (21 sélections avec l'Équipe d'Uruguay et 4 avec l'Équipe d'Italie). Sélectionneur de l'équipe d'Uruguay de 1974 à 1975. († 13 novembre 2002).
- 1927 :
  - Hans Bauer, footballeur allemand. Champion du monde football 1954. (5 sélections en équipe nationale). († 31 octobre 1997).
  - Heini Walter, pilote de courses automobile suisse. († 12 mai 2009).
- 1933 :
  - Charlie Hodge, hockeyeur sur glace puis entraîneur canadien. († 16 avril 2016).
- 1934 :
  - Ron Flowers, footballeur puis entraîneur anglais. Champion du monde football 1966. (49 sélections en équipe nationale). († 12 novembre 2021).
- 1936 :
  - Garfield Sobers, joueur de cricket barbadien. (93 sélections en Test cricket).
- 1938 :
  - Luis Aragonés, footballeur puis entraîneur espagnol. (11 sélections en équipe nationale). Sélectionneur de l'équipe d'Espagne de 2004 à 2008. Champion d'Europe de football 2008. († 1er février 2014).
- 1943 :
  - Bill Bradley, basketteur puis homme politique américain. Champion olympique aux Jeux de Tokyo 1964. Vainqueur de la Coupe des clubs champions 1966. (9 sélections en équipe nationale).
- 1944 :
  - Jean-Marie Leblanc, cycliste sur route puis journaliste et dirigeant sportif français. Directeur du Tour de France de 1990 à 2006.
- 1949 :
  - Vida Blue, joueur de baseball américain. († 6 mai 2023).

### XXesiècle1951à2000
- 1951 :
  - Doug Collins, basketteur puis entraîneur et consultant TV américain. Médaillé d'argent aux Jeux de Munich 1972.
  - Ray Kennedy, footballeur anglais. Vainqueur de la Coupe UEFA 1976 et des Coupe des clubs champions 1977, 1978 et 1981. (17 sélections en équipe nationale). († 28 novembre 2021).
- 1955 :
  - Nikolaj Zimjatov, fondeur soviétique puis russe. Champion olympique du 30 km, du 50 km et du relais 4 × 10 km aux Jeux de Lake Placid 1980 puis champion olympique du 30 km et médaillé d'argent du relais 4 × 10 km aux Jeux de Sarajevo 1984.
- 1957 :
  - Oscar Muller, footballeur argentin puis français. († 19 août 2005).
- 1958 :
  - Terry Fox, athlète canadien. († 28 juin 1981).
- 1960 :
  - Alex Czerniatynski, footballeur puis entraîneur belge. Vainqueur de la Coupe UEFA 1983. (31 sélections en équipe nationale).
- 1961 :
  - Yannick Dalmas, pilote de F1 et d'endurance français. Vainqueur des 24 heures du Mans 1992, 1994, 1995 et 1999.
  - René Jacquot boxeur français. Champion du monde de boxe poids super welters du 11 février au 8 juillet 1989.
- 1965 :
  - Vincent Moscato joueur de rugby à XV et ensuite consultant TV puis animateur radio, comédien et humoriste français. (4 sélections en équipe de France).
- 1966 :
  - Miguel Ángel Nadal, footballeur espagnol. Vainqueur de la Coupe des clubs champions 1992 et de la Coupe d'Europe des vainqueurs de coupe 1997. (62 sélections en équipe nationale).
- 1969 :
  - Garth Snow, hockeyeur sur glace américain.
- 1970 :
  - Isabelle Brasseur, patineuse artistique de couple canadienne. Médaillée de bronze aux Jeux d'Albertville 1992 et aux Jeux de Lillehammer 1994. Champion du monde de patinage artistique de couple 1993.
- 1971 :
  - Annie Perreault, patineuse de vitesse sur piste courte canadienne. Championne olympique du relais 3 000 m  aux Jeux d'Albertville 1992 puis championne olympique du 500 m et médaillée de bronze du relais 3 000 m  aux Jeux de Nagano 1998. Championne du monde de patinage de vitesse sur piste courte du relais 3 000 m 1990, 1991, 1992, 1997.
- 1972 :
  - Walter Bénéteau, cycliste sur route français. († 11 décembre 2022).
- 1975 :
  - Imke Duplitzer, épéiste allemande. Médaillée d'argent par équipes aux Jeux d'Athènes 2004. Championne d'Europe d'escrime en individuelle 1999 et 2010.
- 1976 :
  - Oliver Köhrmann, handballeur allemand. (17 sélections en équipe nationale).
  - Marcelo Salgueiro, footballeur puis footballeur de plage argentin. (21 sélections avec l'Équipe d'Argentine de football de plage).
- 1977 :
  - Dexter Jackson, joueur de foot U.S. américain.
  - Emanuel Ginobili, basketteur argentin. Champion olympique aux Jeux d'Athènes 2004 puis Médaillé de bronze aux Jeux de Pékin 2008. Vainqueur de l'Euroligue 2001.
- 1978 :
  - Yannick Jauzion joueur de rugby à XV français. Vainqueur des Grand Chelem 2004 et 2010 et du tournoi des Six Nations 2007, des Coupes d'Europe de rugby à XV 2003, 2005 et 2010. (73 sélections en équipe de France).
- 1981 :
  - Michael Carrick, footballeur anglais. Vainqueur de la Ligue des champions 2008 et de la Ligue Europa 2017. (34 sélections en équipe nationale).
  - Mamédy Doucara taekwondoïste français. Champion du monde de taekwondo en -78 kg 2001.
  - Willie Green, basketteur américain.
  - Dmitry Komornikov, nageur russe. Champion d'Europe du 200 m brasse et du relais 4 × 100 m 4 nages 2000.
  - Patrick Long, pilote de courses automobile américain.
- 1983 :
  - Cody Hay, patineur artistique de couple canadienne.
  - Marouène Maggaiez handballeur tunisien. Champion d'Afrique de handball 2006, 2010, 2012 et 2018. Vainqueur de la Coupe d'Afrique des vainqueurs de coupe 2015. (166 sélections en équipe nationale).
- 1984 :
  - Ali Krieger, footballeuse américaine. Championne du monde de football féminin 2015 et 2019. Victorieuse de la Coupe féminine de l'UEFA 2008. (98 sélections en équipe nationale).
  - Zach Parisé, hockeyeur sur glace américain. Médaillé d’argent aux Jeux de Vancouver 2010.
- 1985 :
  - Khaled Adenon, footballeur béninois. (50 sélections en équipe nationale).
  - Topsy Ojo, joueur de rugby à XV anglais. (2 sélections en équipe nationale).
  - Christian Süss, pongiste allemand. Médaillé d'argent par équipes aux Jeux de Pékin 2008. Champion d'Europe de tennis de table en double et par équipes 2007, 2008, 2009 et 2010.
  - Mathieu Debuchy, footballeur français. (27 sélections en équipe de France).
- 1986 :
  - Dossa Júnior, footballeur luso-chypriote. (24 sélections avec l'équipe de Chypre).
  - Maxime Mermoz joueur de rugby à XV français. Vainqueur des Coupe d'Europe de rugby à XV 2013, 2014 et 2015. (35 sélections en équipe de France).
  - Blandine Metala Epanga, lutteuse camerounaise.
- 1987 :
  - Yevhen Khacheridi, footballeur ukrainien. (51 sélections en équipe nationale).
  - Pedro, footballeur espagnol. Champion du monde de football 2010. Champion d'Europe de football 2012. Vainqueur des Ligue des champions 2009, 2011 et 2015 puis de la Ligue Europa 2019. (65 sélections en équipe nationale).
- 1988 :
  - Oleg Antonov, volleyeur soviétique puis russe et ensuite italien. Médaillé d'argent aux Jeux de Rio 2016. (71 sélections avec l'Équipe d'Italie).
  - Sep Vanmarcke, cycliste sur route belge.
- 1989 :
  - Albin Ekdal, footballeur suédois. (70 sélections en équipe nationale).
  - Felipe Kitadai judoka brésilien. Médaillé de bronze des -60 kg aux Jeux de Londres 2012.
  - Martin Schumnig, hockeyeur sur glace autrichien.
- 1992 :
  - Viktor Klonaridis, footballeur belgeo-grec.
- 1993 :
  - Harry Kane, footballeur anglais. (98 sélections en équipe nationale).
  - Anna Nurmukhambetova, haltérophile kazakh. Médaillée de bronze des -69kg aux jeux de Londres 2012.
  - Dimitri Thillet, hockeyeur sur glace français. (12 sélections en Équipe de France).
  - Mohamed Yattara, footballeur guinéen. (38 sélections en équipe nationale).
  - Aleksandra Zych, handballeuse polonaise. (80 sélections en équipe nationale).
- 1994 :
  - Jessica Jislová, biathlète tchèque.
- 1995 :
  - Justin Lochu, rink hockeyeur français.
- 1996 :
  - Anthony Jelonch, joueur de rugby à XV français. Vainqueur du Grand Chelem 2022. (29 sélections en équipe de France).
- 1997 :
  - Lindy Waters III, basketteur américain.
- 1998 :
  - Ragnar Ache, footballeur allemand. Vainqueur de la Ligue Europa 2022
  - Matko Babić, footballeur croate.
  - Frank Ntilikina, basketteur français. (34 sélections en équipe de France).
- 1999 :
  - Lisa Jeanpierre, volleyeuse française. (70 sélections en équipe de France).
- 2000 :
  - Keito Nakamura, footballeur japonais. (10 sélections en équipe nationale).

### XXIesiècle
- 2004 :
  - Posolo Tuilagi, joueur de rugby à XV français. (5 sélections en équipe de France).
- 2005 :
  - David Planka, footballeur tchèque.

## Décès

### XXesièclede1901à1950
- 1917 : 
  - Waldemar Tietgens, 38 ans, rameur allemand.
- 1926
  -  : Jenő Károly, 40 ans, footballeur puis entraîneur hongrois.
- 1935 : 
  - John Rahm, 81 ans, golfeur américain.
- 1940 : 
  - Gyula Kellner, 69 ans, athlète de fond hongrois.

### XXesièclede1951à2000
- 1954 : 
  - Jim Bagby, Sr., 64 ans, joueur de baseball américain.
- 1959 : 
  - Charles Laeser, 79 ans, cycliste sur route suisse.
- 1964 : 
  - Lizzie Murphy, 74 ans, joueuse de baseball américaine.
- 1998 : 
  - Consalvo Sanesi, 87 ans, pilote de courses automobile italien.

### XXIesiècle
- 2005 : 
  - Jair, 84 ans, footballeur puis entraîneur brésilien.
- 2011 : 
  - Albert Ferrasse, 93 ans, joueur de rugby à XV puis dirigeant sportif français.